# Passaporte

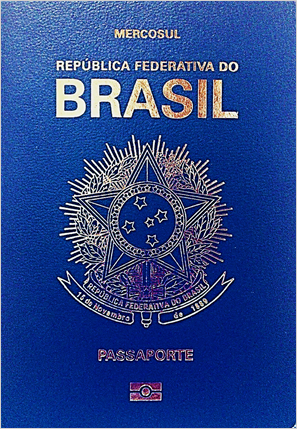
Capa de um passaporte brasileiro.

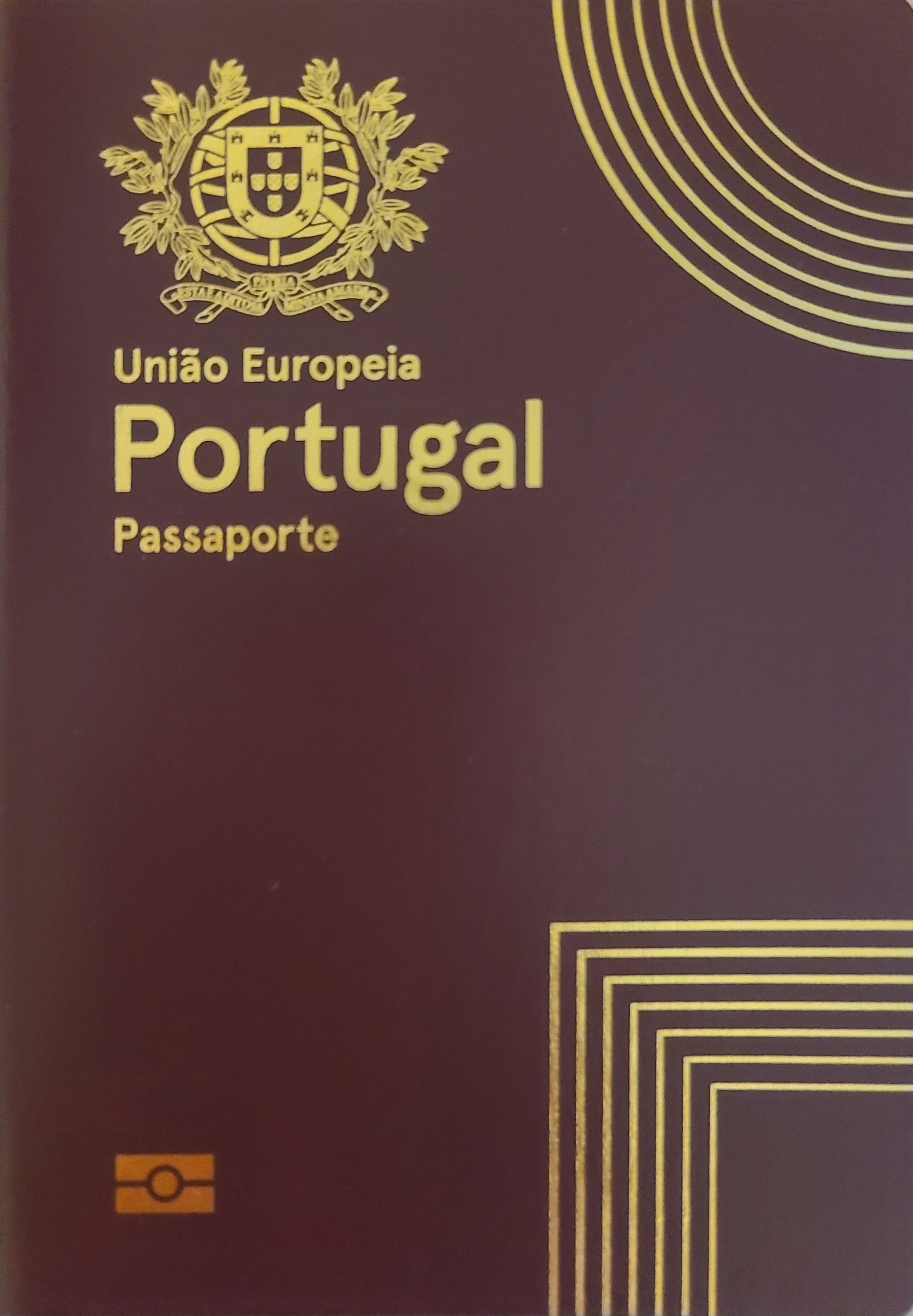
Capa de um passaporte português.

Passaporte é um documento de identidade emitido por um governo nacional que atesta formalmente o portador como nacional de um Estado em particular e requisita permissão em nome do soberano ou do governo emissor para o detentor poder cruzar a fronteira de um país estrangeiro.
Passaportes estão ligados ao direito de proteção legal no exterior e ao retorno do indivíduo a seu país de origem. Passaportes geralmente contém, com o intuito de identificar seu portador, alguns elementos em comum, a saber: a fotografia, assinatura, data de nascimento, nacionalidade e algumas vezes outras informações coerentes a seu propósito. Muitos países estão desenvolvendo propriedades biométricas para seus passaportes a cargo de confirmar com precisão que a pessoa a apresentá-lo é seu legítimo detentor.

## História

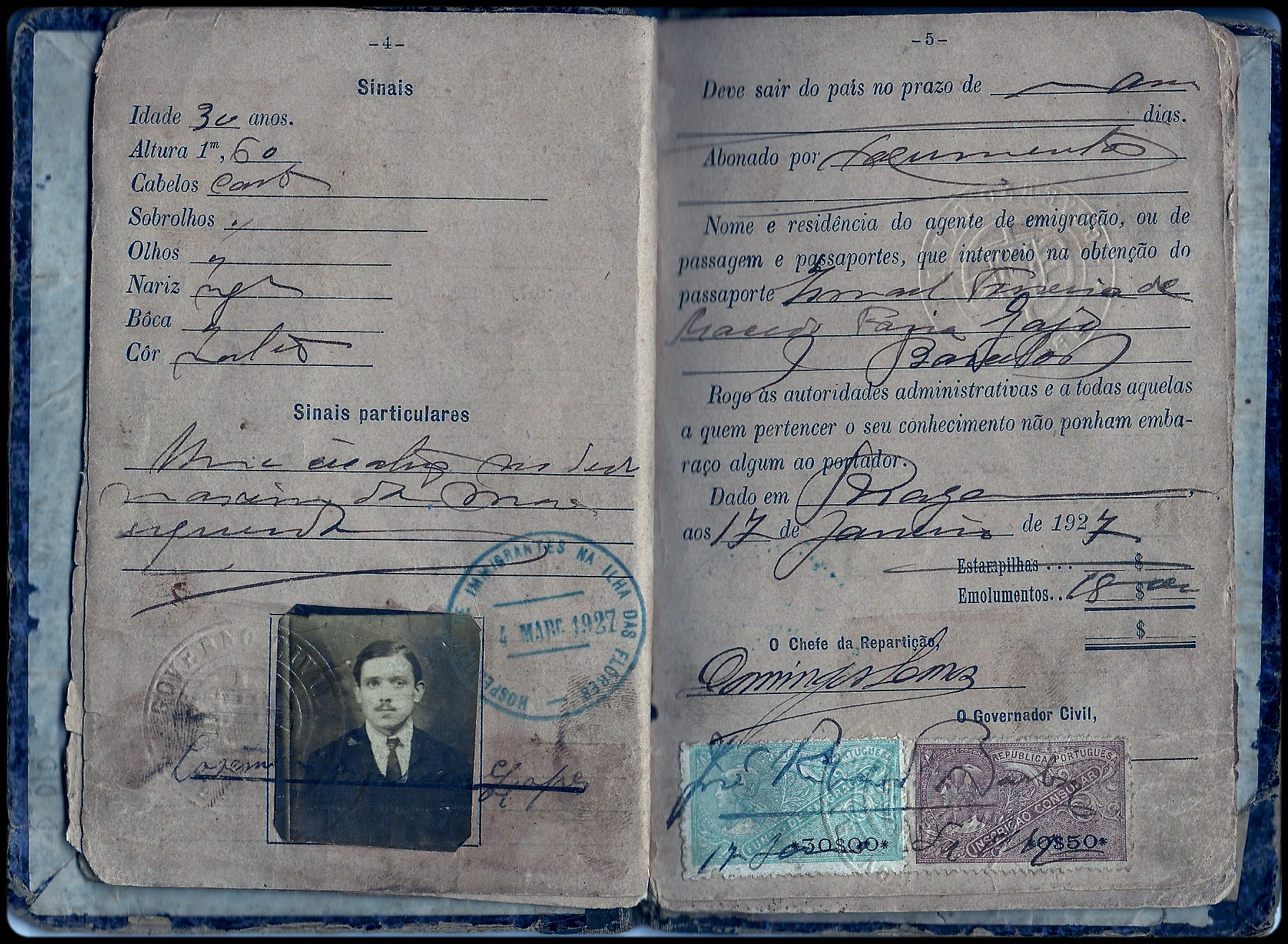
Página interna de passaporte português de 1927

Uma das primeiras referências aos passaportes foi feita por volta de 450 a.C. Neemias, um oficial, servidor do rei Artaxerxes I da Pérsia antiga, pediu permissão para ir a Judá. O rei concordou e lhe deu uma carta destinada "aos governantes da província do outro lado do rio" requisitando para ele segurança, enquanto estivesse em terras estrangeiras.
A origem do termo passaporte, contudo, é controversa. Segundo algumas fontes ele surgiu na França durante o reinado de Luís XIV, onde o soberano fornecia a seus favorecidos cartas requerendo a passagem dos portadores pelos portos, tais missivas eram intituladas "Passe Port" que literalmente significa passar por um porto no idioma francês, no qual, a palavra para passaporte é "passeport"; outros porém afirmam ser o termo oriundo da Idade Média quando documentos emitidos por autoridades locais pediam autorização para seus protegidos poderem passar pelos portões (porte) dos muros das cidades. Tais documentos geralmente continham uma lista de cidades entre as quais seu portador poderia adentrar. Independente da origem do termo passaporte, este, manteve o formato rudimentar de carta por um longo período e na ausência de fotografias, para a identificação, alguns continham descrições físicas do portador. Os primeiros passaportes a apresentarem foto surgiram apenas no início do século XX.
Depois de cada uma das guerras mundiais, primeiramente a Liga das Nações  (conferência internacional sobre passaportes, formalidades alfandegárias e vistos, 1920), e mais tarde a ONU juntamente com a OACI, organismo internacional regulador da aviação civil, emitiram um guia para padronizar o formato e características inerentes aos passaportes. Estes guias foram, em grande parte, os responsáveis pelo formato atual dos passaportes.
Recentemente está havendo um movimento para introduzir, nos passaportes, informações biométricas, com a intenção de melhorar a segurança de identificação. Esses novos elementos ainda são questionados quanto a possibilidade de serem implantados atualmente, pois a tecnologia existente ainda não satisfaz os requerimentos relacionados a seu uso comum. Os Estados Unidos, por exemplo, por duas vezes adiaram a introdução da biometria, nos documentos de viagem, devido a resultados insatisfatórios em testes realizados. Ainda assim, começaram a emitir, em 2007, passaportes com os chips biométricos.
Um passaporte usualmente possui uma inscrição (freqüentemente na contracapa) requisitando ajuda para o portador do documento. O texto de um passaporte israelense,por exemplo, declara:
"The Minister of the Interior of the State of Israel hereby requests all those whom it may concern to allow the bearer of this passport to pass freely without let or hinderance an to afford him such assistance and protection as may be necessary."
Traduzido para o português, torna-se:
"O ministro do interior do Estado de Israel, por meio deste, solicita a todos a quem possa interessar, que permitam ao portador deste passaporte passar livremente sem incômodos ou obstáculos e que lhe provenham assistência e proteção, caso necessário."

## Tipos

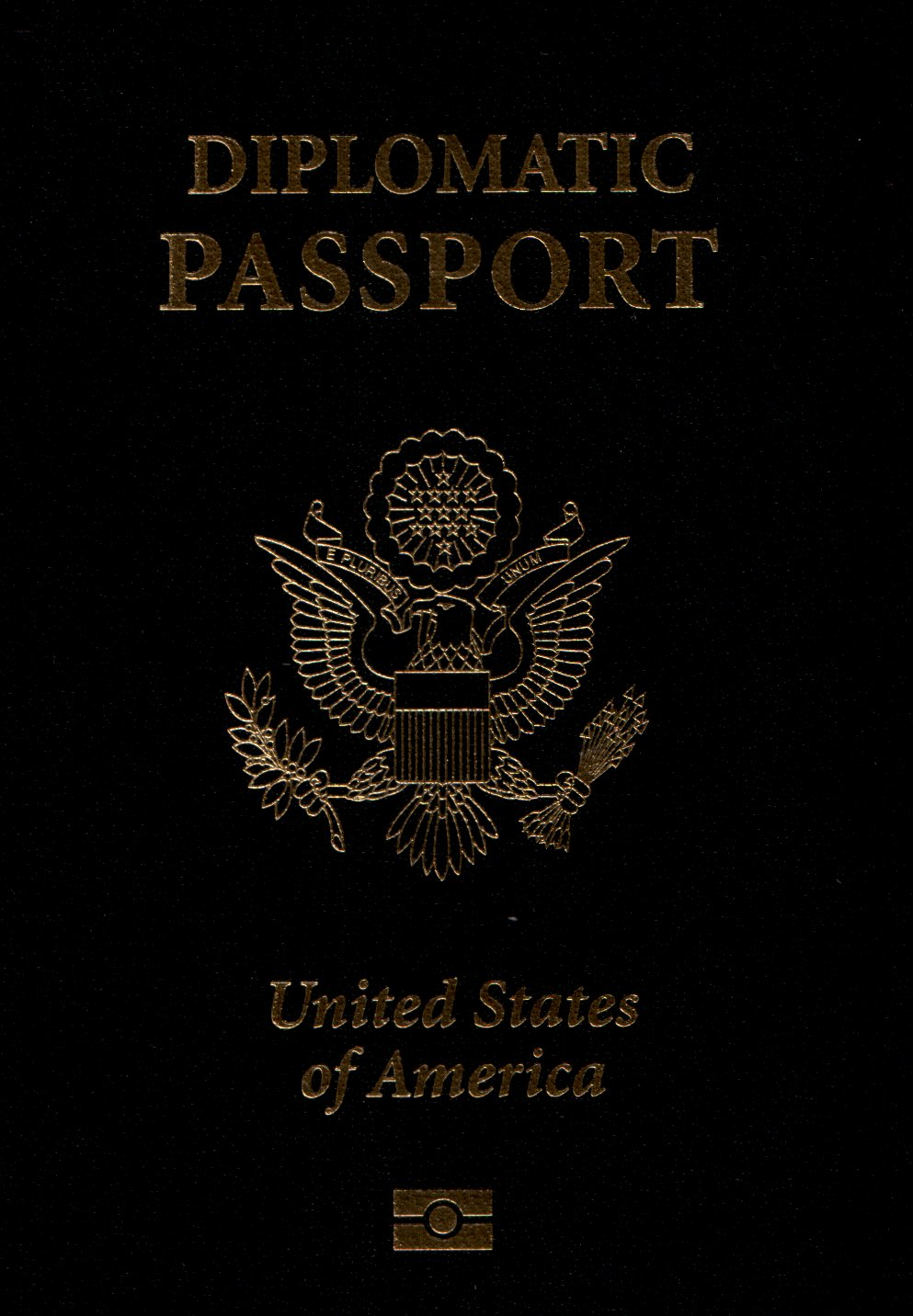
Capa da de um passaporte diplomático emitido pelos Estados Unidos.

Para a maior parte dos cidadãos são emitidos passaportes comuns usados em viagens regulares.
Ao corpo diplomático é emitido o passaporte diplomático, que identifica seus membros como representantes diplomáticos de seu país natal. Embora eles gozem de privilégios no país onde estão a realizar seu trabalho, desde que o governo local reconheça o portador do passaporte como membro de missão diplomática, isso é consequência da posição que ocupam - antes, portanto, do fato de estarem a portar um passaporte diplomático.
O passaporte diplomático americano difere-se de um passaporte comum em quatro pontos, a saber:
1. a inclusão da palavra "diplomático na capa";
2. o livreto é preto para diferir-se da cor azul presente no comum;
3. a numeração do passaporte;
4. uma anotação na última página onde lê-se:" o portador desse passaporte encontra-se no exterior em atribuição diplomática do governo dos Estados Unidos."

Passaportes de serviço são emitidos ao pessoal técnico e administrativo lotado em missão diplomática, como uma embaixada ou consulado. Esse expediente tem menos imunidades e privilégios comparados aos diplomatas. Os detalhes encontram-se descritos na Convenção de Viena sobre relações diplomáticas.
Alguns países emitem passaportes oficiais a alguns de seus servidores civis, para viagens com propósitos oficiais embora alguns países usem tais passaportes intercambiados a passaportes de serviço. Dependendo de acordos bilaterais entre as nações envolvidas, os portadores de um passaporte oficial devem requisitar um visto onde os de passaporte comum não precisariam, e em outros casos estes tem garantia de entrada sem visto, enquanto aos detentores de passaporte comum faz-se necessária a emissão de permissão de entrada de antemão. Como exemplo temos os cidadãos ucranianos portadores de passaporte oficial (assim como os de passaporte de serviço) que, podem ir a Polónia e a Roménia sem terem um visto.
Um passaporte coletivo pode ser emitido, por exemplo, a uma viagem de escola. Todas as crianças estarão cobertas pelo mesmo documento durante toda a viagem.
Documentos com função de passaporte podem ser emitidos por países onde há complexas leis de nacionalidade. No Reino Unido, como resultado de sua herança colonial e constituição única, desenvolveram-se diferentes classes de cidadania britânica. Alguns passaportes são simplesmente documentos de viagem, sem concessão de direito domiciliar, enquanto outros indicam o portador como possuidor de pleno direito de residência no país. Junte a isso o fato de não serem todos os cidadãos britânicos, membros da União Europeia, dessa forma, estes têm passaportes sem os endossos da UE.
Múltiplos regimes de passaporte podem vigorar em um mesmo país. O principal exemplo disso é a China, onde o modelo de "um país, dois sistemas" fez com que Hong Kong e Macau tivessem regimes próprios de emissão de documentos de viagem e fossem responsáveis, também, por implantar e controlar as políticas de controle imigratório. A quantidade de países que oferecem vistos ou entrada livre, aos portadores destes três modelos de passaporte varia.
Passaportes internos têm sido usados em alguns países como forma de regular internamente o trânsito de sua população. Exemplos incluem o sistema da antiga União Soviética de passaporte interno, atualmente vigente na Rússia, o "hukou" sistema de registro domiciliar usado na República Popular da China e, por fim, o mais severo e opressor dos documentos com tal propósito, a Coréia do Norte.

## Padrões
Os países de todo o mundo seguem padronizações rígidas e de natureza visual, estampando nas capas dos passaportes as respectivas armas nacionais, brasões ou símbolos nacionais que foram adotados histórica e tradicionalmente para representarem os países da comunidade internacional e munirem o seu portador de um sinal gráfico padronizado e de fácil identificação pelos agentes e órgaõs de trânsito internacional de fronteiras. [carece de fontes?]

### Características técnicas
Passaportes têm um formato padronizado. Eles começam com uma capa identificando o país emissor, depois uma página também nomeando o país. Procede-se, geralmente, com páginas fornecendo informações sobre o portador (embora alguns passaportes da União Europeia provejam essa informação na contracapa do documento); o que se segue é uma quantidade de páginas numeradas em branco destinadas a vistos ou carimbos de entrada e saída. Todos os passaportes têm um número designado pela autoridade emissora; este número pode conter letras (como no passaporte brasileiro, cuja numeração obedece ao formato XXxxxxxx).
Informações como nome, sobrenome, data de nascimento, naturalidade etc., e até um passado recente costumavam ser mostradas no passaporte apenas em forma de texto. Nos últimos anos, contudo, passaportes emitidos por vários países têm se tornado mais complexos.
Passaportes com banda óptica são padronizados mundialmente pelo padrão OACI. Eles possuem uma zona onde algumas informações anteriormente textuais estão agora escritas em um código alfanumérico, próprio para ser lido por uma leitora óptica. Isto habilita os oficiais de fronteira e outros agentes da lei a processar tais passaportes rapidamente, não mais tendo de colocar todas as informações manualmente no computador.
Passaportes biométricos com chips de informação, vão trazer informações suplementares sobre o portador em um formato digital. Estes passaportes já foram introduzidos na Austrália, União Europeia, Japão, Malásia e nos Estados Unidos. Estes novos passaportes foram introduzidos primeiramente para prevenir a fraude de identidade. Quando a tecnologia evoluir, servirão também para permitir rápido esclarecimento de identificação pelo controle de imigração dos países. Mapas da face são populares pelo uso em passaportes biométricos, seus dados (que consistem nas distâncias chave do rosto) são capazes de identificar uma pessoa apenas com a foto do passaporte não havendo necessidade de nenhuma outra informação.

### Línguas

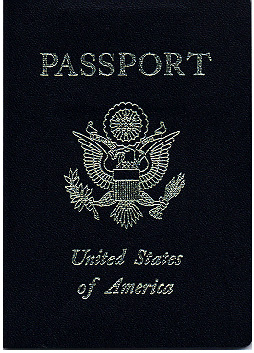
Capa de passaporte americano.

Em 1920, a conferência internacional para passaportes, formalidades alfandegárias e vistos estabeleceu que os passaportes deveriam ser confeccionados em francês e ao menos outro idioma. Hoje, muitos países expedem passaportes em inglês e a língua oficial do estado emissor.
- A Bélgica permite aos seus nacionais optarem por qual dos três idiomas oficiais do país, a saber: neerlandês, francês e alemão, eles preferem que seja o primeiro idioma a constar em seu passaporte individual.

- A cobertura do passaporte da Hungria, Útlevél (em húngaro carta de estrada), é em húngaro apenas, contudo, na segunda apresenta o termo passaporte nos idiomas húngaro e inglês.

A página com os dados pessoais do portador oferece as informações nos idiomas húngaro, inglês e francês e atualmente ainda conta com uma página adicional contendo explicações complementares nos idiomas: inglês, francês, chinês, russo, espanhol e árabe, tendo sido essa uma modificação recente no formato do documento.
- Passaportes emitidos por estados membros da União Europeia contêm as informações em todos os idiomas oficiais do bloco.

- Passaportes dos Estados Unidos, uma vez emitidos em francês e inglês apenas, são agora produzidos em inglês, francês e espanhol. Essa modificação foi incorporada durante o segundo governo de Bill Clinton contextualizando o fato de estes documentos estarem sendo aplicados também a Porto Rico, território de língua espanhola.

- Passaportes soviéticos eram impressos apenas em russo e francês, mesmo com o fato de ter sido a União Soviética um país de singular diversidade linguística.

### Formatos comuns
Os estados membros da União Europeia são, talvez, o exemplo mais conhecido de países que contam com um formato comum a todos seus passaportes.
Os passaportes dos estados formadores do bloco europeu têm padronizados seu formato e seu projeto, embora alguns deles apresentem as folhas de identificação no início ou no final do livreto e ainda haja pequenas diferenças visuais que identificam o país emissor.
Os passaportes europeus dos cidadãos comuns são vermelho borgonha, com as palavras União Europeia escritas, na língua ou línguas oficiais nacionais, na capa, abaixo do que está o nome oficial do país, o selo nacional. A palavra passaporte nas respectivas língua ou línguas encontram-se na extremidade final.
Malta foi o primeiro país, da expansão da União Europeia para a Europa Central e Mediterrâneo, a emitir passaportes com o formato comum ao grupo. Estônia e Eslováquia começaram a emitir documentos com o referido formato em 2005, outros, como Lituânia e Chipre estão para seguir o processo nos próximos anos.

Alguns passaportes da União Europeia
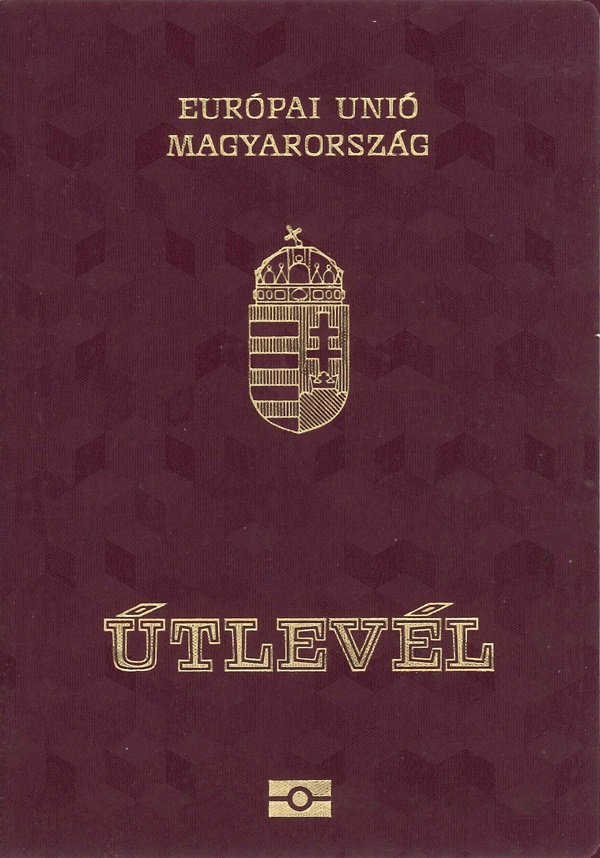
Hungria
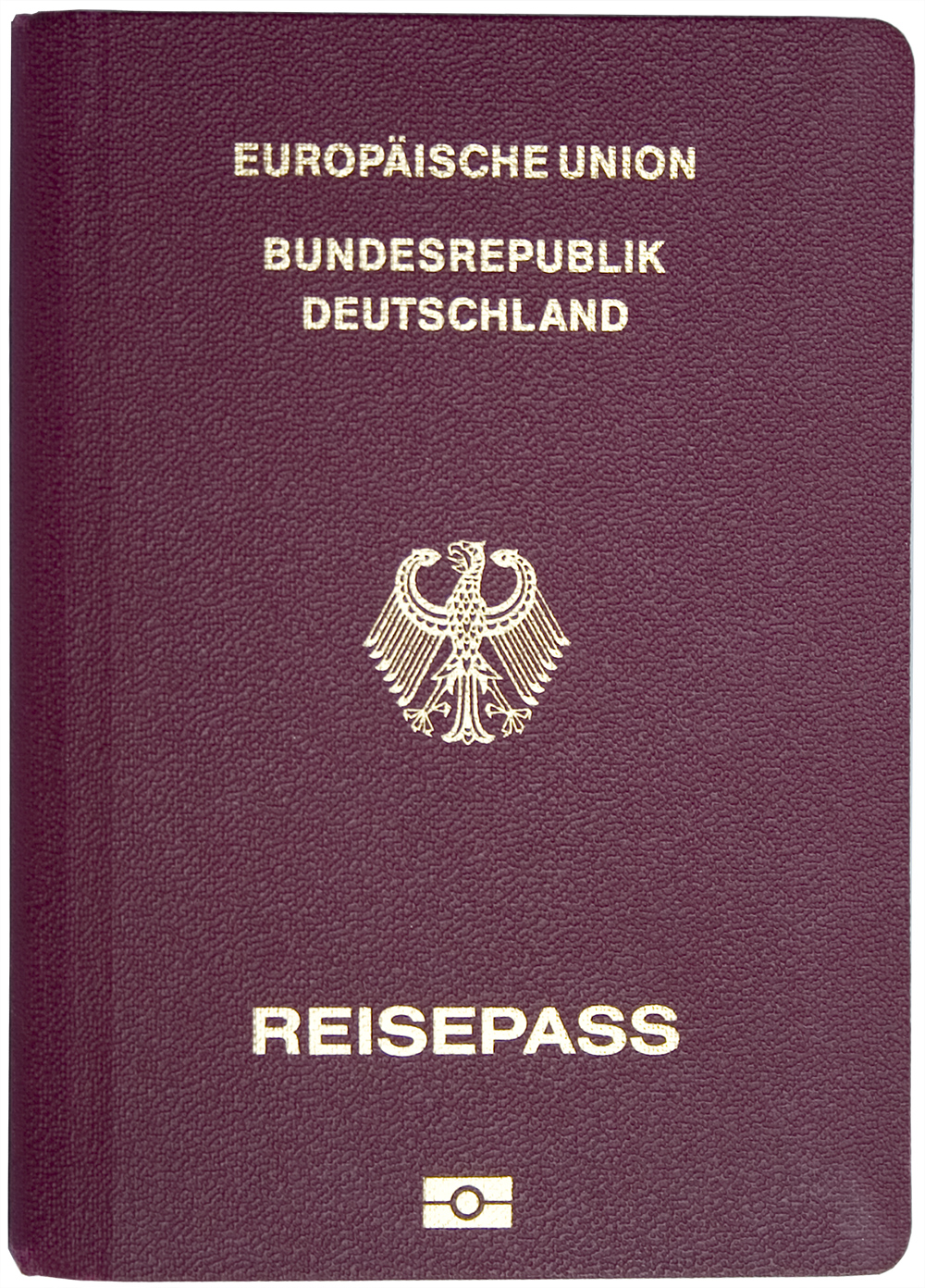
Alemanha
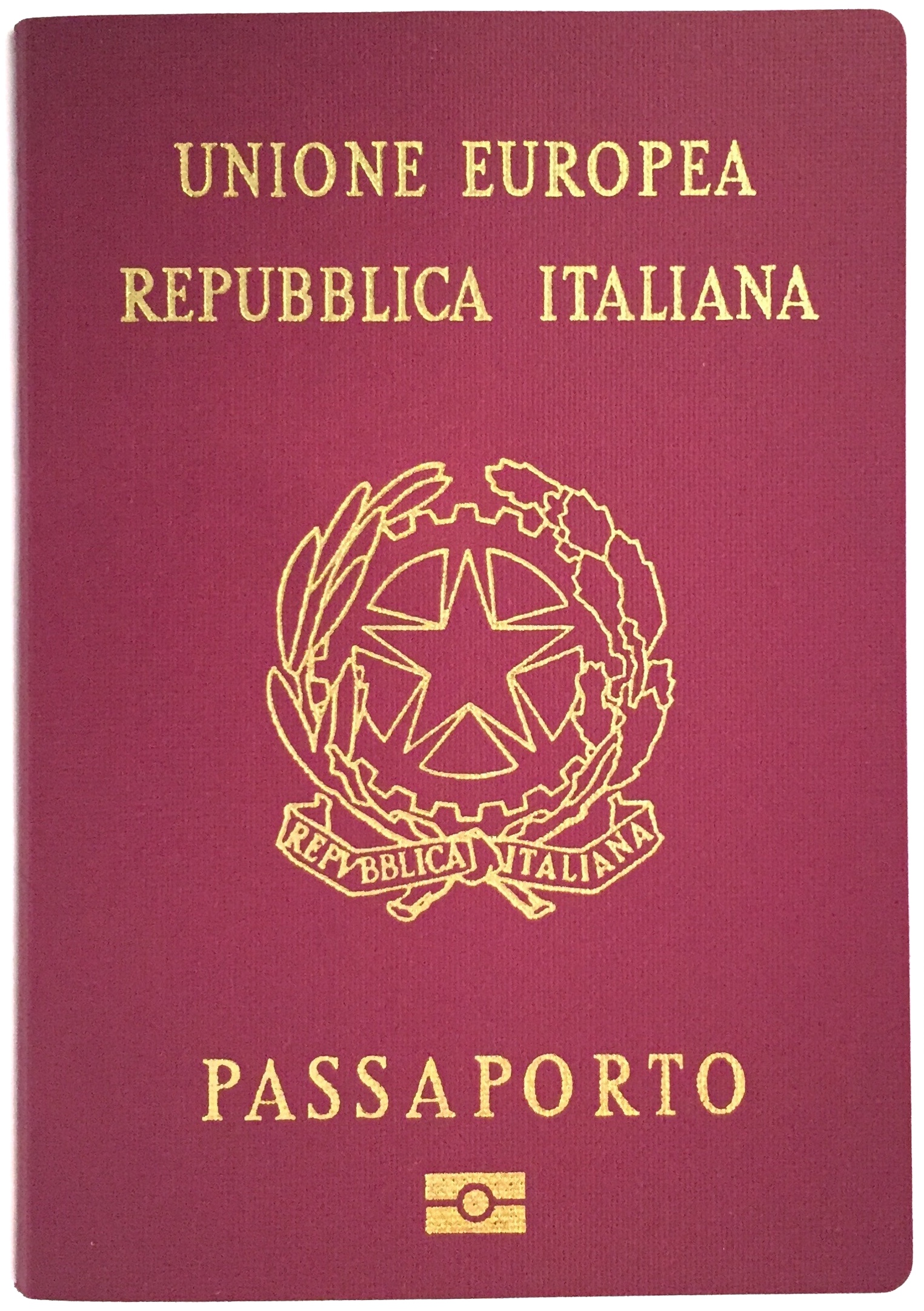
Itália

Na América Central, os membros do CA-4, tratado que tem Guatemala, El Salvador, Honduras, e Nicarágua como membros adotaram o mesmo modelo de passaporte, também chamado de Passaporte da América Central. O projeto tem sua estrutura baseada no documento já utilizado pela Nicarágua e El Salvador desde meados da década de noventa, e será o padrão definitivo do bloco a partir de janeiro do ano de 2006. Seus principais elementos são sua capa azul marinho com as palavras "América Central" e o mapa do continente com o território do país emissor destacado em dourado. Isso efetivamente substitui os selos dos diferentes países em um só elemento, o mapa. Na extremidade inferior figuram o nome do país emissor e o tipo do passaporte. Como o passaporte nicaraguano apresenta suas informações em espanhol, francês e inglês, também serão estas as línguas a constarem no novo passaporte, que terá inclusive as oitenta e nove medidas de segurança presentes do documento deste país, entre elas código de barras bidimensional, hologramas e marcas d'água, que ranqueiam esse passaporte entre os mais seguros do mundo.
A Comunidade Caribenha (CARICOM) recentemente iniciou a emissão de passaportes com modelo padrão, apresentando o símbolo do CARICOM juntamente aos selos e nomes oficiais dos estados membros mostrados em seu idioma oficial, a saber: inglês, neerlandês ou francês. O primeiro membro do bloco a emitir o passaporte do CARICOM foi o Suriname, a ser seguido por São Vicente e Granadinas, Guiana, Antígua e Barbuda e outros países.
A declaração adotada em Cusco, Peru, resultando na União de Nações Sul-Americanas, incluía um intento para o estabelecimento de um passaporte comum, mas isso parece ser algo ainda distante de sua concretização. Alguns membros dos blocos sub-regionais como o Mercosul e a Comunidade Andina de Nações emitem passaportes com seus nome e selo oficiais e mais o nome do grupo, exemplos incluem o Paraguai e o Equador. Os países da Comunidade Andina concordaram em confeccionar a partir de 2005 seus passaportes com o nome do bloco regional em espanhol embora os passaportes emitidos antes deste período devam ser mantidos até sua expiração.

## Restrições governamentais e casos especiais
Embora a maioria dos países reconheça os passaportes de quase todas as nações, há um número de exceções. Geralmente essas exceções acontecem quando um país não reconhece um território como Estado soberano. Alguns países também recusam passaportes que não oferecem ao portador o direito de viver no país emissor.
Passaportes de Hong Kong e Macau, regiões de administração especial da China, não são aceitos em muitos países.
O Brasil não aceita passaportes de países com os quais não mantém relações diplomáticas, como o Saara Ocidental, exceto Kosovo e Taiwan. Cidadãos desses países devem solicitar um laissez-passer brasileiro, um tipo de documento de viagem que geralmente só permite entrada no país emissor.
Em grande parte dos países os passaportes pertencem ao Estado e podem ser recolhidos a qualquer momento. Em alguns países as autoridades podem declarar a retenção de um passaporte, mesmo que tais casos devam ser apreciados pela Justiça; um parecer Jurídico pode ser necessário em outros países.
Muitos países emitem apenas um passaporte por pessoa. Uma vez expirado o portador precisa entregar o documento expirado ou submetê-lo à autoridade emissora para que seja invalidado. Um número crescente de países, incluindo o Reino Unido e os Estados Unidos estão permitindo a seus cidadãos possuírem mais de um passaporte por pessoa. Isso deve ser útil para um indivíduo que viaje frequentemente a muitos países, enquanto um passaporte é usado para obter vistos a pessoa pode viajar para o exterior com um outro passaporte.
Alguns países impõem requerimentos políticos e ideológicos ou proibitivos para requerentes de passaporte, emitindo vistos de saída e passaportes apenas àqueles que atenderem tais requisitos.

### Macau e Hong Kong

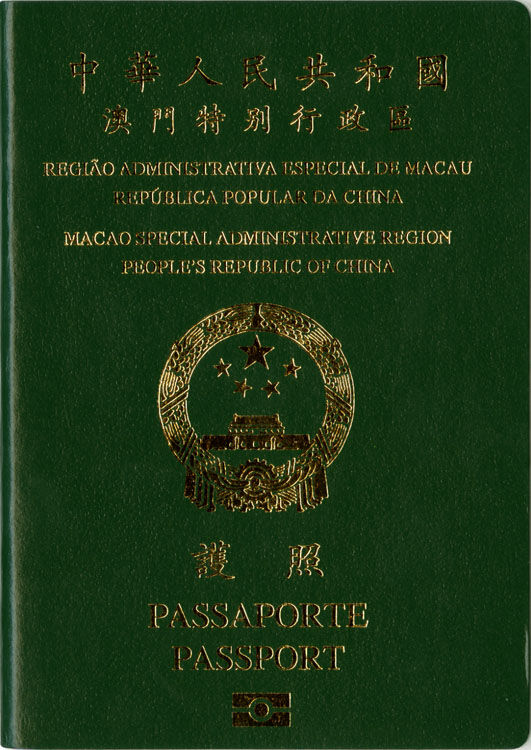
Passaporte da Região Administrativa Especial de Macau.

Sob os auspícios de suas leis básicas, Hong Kong e Macau possuem a autoridade de emitir passaportes, realizar acordos, abolir requerimentos de visto para outros países e exercer o controle de imigração em nacionais estrangeiros. Passaportes emitidos pelas respectivas administrações especiais declaram que o portador é cidadão chinês com direito de domicílio na província emissora. O congresso nacional da China também delegou poderes a Hong Kong e Macau para administrarem as leis de nacionalidade chinesas nos seus respectivos domínios.
A República Popular da China não reconhece a República da China como um Estado soberano, considerando Taiwan (Formosa) uma parte de seu território
A República da China baseada em Taiwan desde 1949 não renunciou à reivindicação da China Continental. A despeito do fato de presença mútua de controle de imigração dos dois lados do estreito de Taiwan, nenhuma das partes considera a travessia continente-ilha como uma viagem internacional. Tanto a República Popular da China quanto a República da China nunca carimbam passaportes emitidos do outro lado.
Um residente de Taiwan ao entrar na China continental usa uma permissão especial emitida pelas autoridades de segurança do continente e geralmente coletam essa permissão em Hong Kong ou Macau, que são muito usados como ponto de transferência. Certa época, República da China exigia que todos os residentes que planejassem ir ao continente deveriam obter uma aprovação oficial de antemão, e seriam multados entre NT$ 20.000 a NT$ 100.000 (dólar novo taiwanês) aqueles que não respeitassem essa determinação.
Contudo, pelo fato de nunca ter podido verificar se a regra tinha sido quebrada, uma vez que a República Popular da China nunca carimba os passaportes da República da China, a administração de Taiwan não conseguiu impor esse requerimento.
No porto de entrada em Taiwan, há uma posto de controle onde os residentes do continente devem deixar seus passaportes e outros documentos emitidos na porção continental. Por outro lado residentes de Taiwan mantêm seus documentos de identidade emitidos em Taiwan enquanto estiverem no continente.
Como Hong Kong é considerado parte da República Popular da China a travessia ilha-continente não é considerada uma viagem internacional. O bureau de segurança pública da província de Guangdong (Cantão) tem emitido uma autorização especial para residentes de Hong Kong que são chineses poderem entrar e sair do continente antes e depois da devolução de Hong Kong. Embora isso tenha sido proposto o passaporte emitido pela administração especial de Hong Kong suplanta essa permissão, a proposta foi descartada.
Mesmo os cidadãos de etnia chinesa em Hong Kong, que ostentam passaporte nacional britânico ultramarino ou passaporte de cidadão britânico, muitos sobre os auspícios do programa instituído pelo Reino Unido em 1990, são considerados pela República Popular da China como seus nacionais, por isso não reconhece esses passaportes portados assim como não reconhece dupla nacionalidade. Estas pessoas tem usado a Permissão de Retorno para entrar na China desde a devolução.
Os residentes de Hong Kong não devem utilizar seus passaportes nacional britânico ultramarino e ou da Administração Especial de Hong Kong, "em seu próprio direito" para entrarem em Taiwan. Juntamente com o documento, eles precisam de uma permissão especial de viagem emitida pelo órgão taiwanês de arranjos de imigração para portadores de passaporte britânico provenientes de Hong Kong visitando a República da China. Aqueles que vão pela primeira vez precisam conseguir a autorização antes do embarque, mas a partir da segunda entrada já é possível conseguir a autorização depois da chegada, condição sujeita a algumas restrições específicas.
Os passaportes de cidadão britânico obtidos em Hong Kong podem ser usados "em seu próprio direito" para entrar na República da China em Taiwan.
Por outro lado, os residentes de Taiwan que estejam viajando a Hong Kong candidatam-se a obter uma permissão de entrada e as coletam em companhias aéreas selecionadas, após a primeira viagem aqueles que satisfizerem a certas condições, podem fazer a requisição pela internet.

### Chipre
A República Turca do Chipre do Norte emite passaportes, mas somente a Turquia reconhece o Estado do norte do Chipre. Os passaportes da República Turca do Noroeste do Chipre não são aceitos para a entrada na República do Chipre. Até o ano de 2003, a República da Turquia não aceitava passaportes da República do Chipre por não reconhecer a legitimidade de tal governo. Atualmente a Turquia aceita o passaporte da República do Chipre, mas não os carimba, fazendo uso de um visto desvinculado do passaporte emitido pelo estado turco.
A República do Chipre também recusa a entrada de detentores de passaporte iugoslavo que apresente um carimbo de renovação com o nome Macedônia (ver FYROM).

### Israel

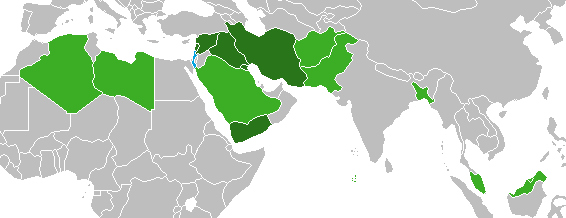
Legenda:
Israel
Países que rejeitam passaportes de Israel
Países que rejeitam passaportes de Israel e qualquer
outro passaporte que contenha carimbos ou vistos israelenses

Muitos países muçulmanos não permitem a entrada de pessoas com evidências de passagem por Israel, ou a presença de vistos deste Estado usados ou não em seus passaportes, desde que não reconhecem a existência do estado de Israel. Para ajudar os estrangeiros a desenvencilharem-se destas restrições, o estado de Israel não carimba os passaportes na entrada, fazendo com que fique difícil para que os países restringentes identifiquem aqueles cidadãos que lá estiveram por motivos de turismo. Muitas destas nações também ficam atentas à existência de carimbos de saída de cidades egípcias e jordanianas fronteiriças a Israel, e podem bloquear a entrada de um estrangeiro baseados na presença destes carimbos.
Por exemplo, um viajante pode ter sua entrada negada em certos países por conta da presença de um carimbo de saída do Egito em Taba, fronteira com Israel. Algumas nações recolhem e emitem novos passaportes aos seus nacionais que tenham evidências de visitas a Israel, justificando esse ato pelo fato, segundo eles, de ser essa visita comprometedora da função do passaporte.
O Reino Unido e o Departamento de Estado americano podem conceder a portadores de seus passaportes o privilégio de terem dois documentos idênticos, para garantir aos seus nacionais que evitem as restrições relativas a Israel quando o aplicante explicar satisfatoriamente o porquê da necessidade do segundo passaporte.
Países muçulmanos que não aceitam passaportes de Israel são:
- Arábia Saudita, Argélia, Bangladesh, Brunei, Emirados Árabes Unidos, Iémen, Irão, Iraque (exceto Curdistão iraquiano), Kuwait, Líbano, Líbia, Malásia (exceto quando autorizado por permissão escrita do governo malaio), Omã, Paquistão, Sudão e Síria.

Países de maioria muçulmana que aceitam passaportes de Israel são:
- Na África, todos exceto Argélia, Líbia e Sudão: Burkina Faso, Chade, Comores, Djibuti, Egito, Gâmbia, Guiné, Mali, Marrocos, Mauritânia, Níger, Senegal, Serra Leoa, Somália e Tunísia;
- Na Europa e na Ásia, Afeganistão, Albânia, Bahrein, Catar, Indonésia, Jordânia, Kosovo, Maldivas, Turquia, e todas as antigas repúblicas soviéticas: Azerbaijão, Cazaquistão, Quirguistão, Tajiquistão, Turcomenistão e Uzbequistão.

### Coreias
A travessia da área sobre a administração da República da Coreia, comummente conhecida como Coreia do Sul, diretamente para o norte, não é considerada uma viagem internacional, de acordo com o ponto de vista do sul. A constituição da República da Coreia considera o Norte como parte de seu território com administração independente. Em outras palavras o Sul enxerga como continuidade da estada no país de uma pessoa que foi para o norte sem ter antes passado por outra nação.
O privilégio de um passaporte na Coreia do Norte é para poucos. Pertencer ao partido dos trabalhadores coreanos é um requisito essencial.

### Paquistão
O Paquistão impõe um requisito a seus cidadãos muçulmanos, quando estes vão requerer um passaporte, obrigando-os a concordar com a seguinte declaração:
1. "Eu sou um muçulmano e acredito na absoluta e inqualificada finalidade da profecia de Hazrat Muhammad, o último dos profetas"
2. "Eu não reconheço ninguém que reivindique ser um profeta, em nenhum sentido da palavra ou qualquer descrição a fim, de depois de Hazrat Muhammad, ou reconheço qualquer indivíduo que se conclame como profeta ou reformador da religião muçulmana"
3. "Eu considero Mirza Ghulam Ahmad Qadliani um impostor e também não considero os seguidores dos grupos Lahori, Qadliani e Mirzai como muçulmanos"

Com a emissão dos novos passaportes biométricos em 2005 (nos quais a coluna religião seria eliminada), a declaração acima não seria necessária. Todavia, essa decisão foi recentemente revertida pelo governo do Paquistão. Depois de debates a coluna religião foi recolocada na página 3; passaportes impressos vão contar com uma marca de borracha declarando a religião do portador. Não há menção a religião no documento de identidade paquistanês.

### Arábia Saudita
O governo da Arábia Saudita como alguns outros governos não reconhece dupla nacionalidade para seus cidadãos. Cidadãos árabes que tem dupla cidadania geralmente mantêm-se em sigilo quando na Arábia Saudita. Se um segundo passaporte é descoberto, esse pode ser confiscado e o portador preso.

### Espanha e Gibraltar
O governo da Espanha tem adotado uma política de não aceitar passaportes britânicos emitidos em Gibraltar, baseado no fato de não considerar o governo da região como autoridade legalmente emissora de tais documentos. Consequentemente alguns cidadãos de Gibraltar foram impedidos de entrar na Espanha portando estes documentos. Contudo, a palavra Gibraltar aparece abaixo das palavras Reino Unido da Grã-Bretanha e Irlanda do Norte, como apresentado em passaportes de outras colônias de dependências britânicas.

### Tonga
Alguns países declinam em aceitar o passaporte tonganês de pessoa protegida, embora aceitem o passaporte emitido para os cidadãos tonganeses.

### Estados Unidos
Passaportes dos Estados Unidos intitulam o portador a proteção dos consulados americanos ultramarinos. A responsabilidade da emissão de passaportes fica a cargo do serviço de passaportes do "Bureau de Afazeres Consulares" subordinado ao Departamento de Estado. Para cidadãos no exterior, solicitações rotineiras para passaporte são enviadas para os Estados Unidos pela embaixada ou consulado locais. Limitadamente, passaportes de emergência podem ser emitidos por muitos consulados.

## Viagens internacionais sem passaporte
Em algumas circunstâncias, a viagem entre países pode ser feita sem a apresentação de um passaporte. Estas incluem:

### Acordos recíprocos
Alguns países tem acordos recíprocos onde um visto não se faz necessário dentro de certas condições, como por exemplo quando a visita for para turismo e por um período de tempo relativamente pequeno.
Poucos países tem acordos de cruzamento de fronteira sem passaportes (mas geralmente com identificação). Exemplos incluem:
- O Reino Unido e a República da Irlanda: Cidadãos do Reino Unido e da Irlanda não necessitam de um passaporte para viajar pelos dois países. Aos outros nacionais, a apresentação de um passaporte é necessária.

- Nas nações do CA-4: cidadãos da Guatemala, El Salvador, Honduras e Nicarágua não necessitam de um passaporte para viajar entre os quatro países. Uma carteira de identidade nacional é suficiente para a entrada. Em adição, o acordo do CA-4 implementou o visto único da América Central para os cidadãos de outros países, eliminando a necessidade de vistos de entrada específicos para cada um dos países. Pessoas que entram na região com o visto tipo "B" podem adentrar à área por qualquer porto de entrada, já os que entram com o visto tipo "C" devem entrar através do porto de entrada do país emissor do visto, porém, uma vez admitido o indivíduo pode ir a qualquer um dos outros países até que a data original autorizando a sua estada expire-se.

- Cidadãos libaneses entrando na Síria não precisam de um passaporte se estiverem com suas identidades libanesas, a mesma medida aplica-se aos cidadãos sírios.

- Cidadãos indianos, nepaleses e butaneses não precisam de um passaporte para viajar entre os países; contudo, uma identificação é requerida para cruzar as fronteiras.

- A Rússia e alguns dos países formadores da antiga União Soviética necessitam apenas de seus equivalentes a documentos de identidade para viajar entre tais países.

Muitos nacionais latino-americanos podem viajar dentro de suas respectivas áreas econômicas regionais apenas com suas  identidades oficiais. Isso se aplica aos países do Mercosul: Brasil, Argentina, Paraguai, Uruguai e Venezuela, e da Comunidade Andina de Nações: Bolívia, Peru, Equador, Colômbia e Venezuela. Há ainda casos em que acordos bilaterais também garantem esse privilégio, alguns exemplos são os existentes entre o Chile, Brasil e o Peru. Há uma intenção de que isso se estenda a toda a América do Sul através da União de Nações Sul-Americanas.

#### União Europeia, Área Econômica Europeia e tratado de Schengen
Cidadãos da Área Econômica Europeia (União Europeia mais Islândia, Liechtenstein, Noruega e Suíça), gozam do direito de viajar e trabalhar livremente em qualquer país da União Europeia sem um visto, embora algumas disposições transitórias possam restringir os direitos dos cidadãos dos novos Estados membros a trabalhar em outros países.
Além disso, os países assinaram o tratado de Schengen, um subconjunto da Área Econômica Europeia, com intuito de não implementar controle fronteiriço entre seus membros, a menos que se apliquem condições excepcionais. A maioria dos países da União Europeia mais a Suíça assinaram o termo, porém, não aplicam ainda suas determinações aos novos membros ingressantes em 2004 por conta de que estes ainda não apresentaram condições satisfatórias de controle imigratório em suas fronteiras, que representam os atuais limites entre a União Europeia e o resto da Europa.

### Refugiados e pessoas sem estado
Pessoas sem Estado, aqueles a quem nenhum país garante um passaporte ou cidadania, geralmente viajam para o exterior com documentos de trânsito emitidos pela ONU, de acordo com os termos da convenção de 1951 relacionada ao status de refugiados. Tais documentos são aceitos  por muitos governos no lugar do passaporte.